# 1928 a filmművészetben

## Események
- január 13. – Berlinben megalakul a Népfilmszövetség.
- március 15. – Moszkvában megnyílik a Kommunista Párt első szövetségi filmkonferenciája. Témája a film fontossága a szovjet kultúrában.
- szeptember 1. – Olaszországban Benito Mussolini rendelete szerint a mozik legalább 10%-ban kötelesek olasz filmet vetíteni.
- november 18. – Elkészül az első szinkronizált rajzfilm, Walt Disney Steamboat Willie c. filmje, melynek főszereplője Mickey egér (Walt Disney maga szinkronizálta).
- Filmszakemberek a párizsi Montparnasse pályaudvar egyik játékárusában felismerik a teljesen elszegényedett Georges Méliès-t, és egy öregek otthonában helyezik el.
- A First National egyesül a Warner Brothers-zel.
- A Madame X forgatása közben Lionel Barrymore rájön, hogy horogva akasztva, fejmagasságban kell elhelyezni a mikrofont.
- A magyar filmipar elsorvad. Egyre több viszont a magyar származású filmes a nagy filmgyáraknál, aki 1919 környékén hagyta el az országot, az többnyire karriert csinált. A legendás mondás: „Nem elég, ha valaki magyar, tehetségesnek is kell lennie Hollywoodban” utal a magyar filmesek kiáramlására 1919, 1938, 1947 és 1956 után.
- Megjelenik a Filmkultúra magazin Budapesten, Lajta Andor gondozásában.

## Sikerfilmek
1. The Singing Fool – rendező Lloyd Bacon
2. West of Zanzibar – rendező: Tod Browning

## Magyar filmek
- Ismeretlen rendező – A magyar Nemzeti Színház múltja, jelene és jövője ismeretterjesztő némafilm[1] 6 felvonásban, mely a Krupka-filmgyárban 1925/28. évben készült[2]

## Filmbemutatók
- The Cameraman – Buster Keaton film.
- Champagne – rendező Alfred Hitchcock.
- A cirkusz (The Circus) – főszereplő, rendező és forgatókönyvíró Charlie Chaplin.
- The Crowd – rendező King Vidor.
- The Docks of New York – főszereplő George Bancroft, Betty Compson és Olga Baclanova.
- Easy Virtue – rendező Alfred Hitchcock.
- The Farmer’s Wife – rendező Alfred Hitchcock.
- Gentlemen Prefer Blondes – főszereplő Ruth Taylor és Alice White
- Jeanne d’Arc szenvedései (La Passion de Jeanne d’Arc) – rendező Carl Theodor Dreyer, főszereplő Maria Falconetti.
- The Last Command – főszereplő Emil Jannings, Evelyn Brent és William Powell.
- Laugh, Clown, Laugh – főszereplő Lon Chaney.
- The Lights of New York – (az igazi "beszélő" film Vitaphone hanggal)
- A nevető ember (The Man Who Laughs) – főszereplő Mary Philbin és Conrad Veidt.
- The Matinee Idol – főszereplő Bessie Love ésJohnnie Walker; rendeztő Frank Capra.
- The Mysterious Lady – főszereplő Greta Garbo és Conrad Nagel.
- Our Dancing Daughters – főszereplő Joan Crawford.
- Sadie Thompson – főszereplő Gloria Swanson és Lionel Barrymore.
- Show People – főszereplő Marion Davies.
- The Singing Fool – főszereplő Al Jolson és Betty Bronson.
- Speedy – főszereplő Harold Lloyd.
- Steamboat Bill, Jr. – egy Buster Keaton film.
- Steamboat Willie – egy Walt Disney Mickey egér rövid film.
- Street Angel – főszereplő Janet Gaynor és Charles Farrell.
- The Wedding March – főszereplő Erich von Stroheim és Fay Wray.
- West of Zanzibar – főszereplő Lon Chaney és Lionel Barrymore.
- West Point – főszereplő William Haines és Joan Crawford.
- The Wind – főszereplő Lillian Gish és  Lars Hanson.
- A Woman of Affairs – főszereplő Greta Garbo.
- Lucifer farsangja (A Ship Comes In) – William K. Howard filmje, főszerepben Louise Dresser és Rudolph Schildkraut

## Rövid film sorozatok
- Buster Keaton (1917–1941)
- Our Gang (1922–1944)
- Laurel and Hardy (1926–1940)

## Rajzfilm sorozatok
- Felix the Cat (1919–1930)
- Aesop's Film Fables (1921–1933)
- Krazy Kat (1925–1940)
- Koko the Clown (1927–1929)
- Oswald the Lucky Rabbit (1927–1938)
- Newslaffs (1927–1928)
- Mickey egér (1928–1953)

## Születések
- ismeretlen dátum – Liliane de Kermadec, filmrendező, forgatókönyvíró
- január 6. – Bacsó Péter, filmrendező († 2009)
- január 7. – William Peter Blatty, forgatókönyvíró († 2017)
- január 26. – Roger Vadim, rendező, forgatókönyvíró, színész († 2000)
- február 11. – Conrad Janis, színész († 2022)
- február 29. – Tempest Storm, színésznő
- március 1. – Jacques Rivette, francia filmrendező († 2016)
- március 24. – Vanessa Brown († 1999)
- március 26. – Zolnay Pál, rendező († 1995)
- április 23. – Shirley Temple, színésznő († 2014)
- június 15. – Tábori Nóra, színésznő († 2005)
- június 21. – Bara Margit, Kossuth-díjas színésznő († 2016)
- július 8. – Kassai Ilona, színésznő
- július 26. – Stanley Kubrick, rendező († 1999)
- augusztus 4. – Kádár Flóra, színművész († 2003)
- augusztus 6. – Andy Warhol, rendező († 1987)
- augusztus 11. – Arlene Dahl, színésznő
- augusztus 15. – Nicolas Roeg, rendező († 2018)
- augusztus 16. – Ann Blyth, színésznő
- augusztus 31. – James Coburn, színész († 2002)
- szeptember 17. – Roddy McDowall, színész († 1998)
- szeptember 19. – Adam West, színész († 2017)
- szeptember 21. – Sinkovits Imre, színész († 2001)
- október 1. – George Peppard, színész († 1994)
- október 2. – George 'Spanky' McFarland, színész
- november 3. – Wanda Hendrix, színésznő († 1981)
- december 29. – Szőnyi G. Sándor, rendező († 2012)